# Réjean Beaudoin
Pour les articles homonymes, voir Beaudoin.
Réjean Beaudoin, né en 1945, est un poète, critique littéraire, essayiste, éditeur et professeur québécois spécialisé dans la littérature québécoise. Son travail critique a toujours été un peu plus discret au Québec, notamment parce qu'il a fait carrière à l'Université de la Colombie-Britannique à Vancouver.

## Biographie
Réjean Beaudoin est professeur émérite à l'Université de la Colombie-Britannique. En 1970, il publie une thèse de doctorat sur Léo-Paul Desrosiers au département de langue et de littérature française de l'Université McGill.
Réjean Beaudoin a apporté une contribution substantielle à la lecture de la littérature québécoise. Il est l'« un des lecteurs les plus avertis les plus fidèles de la littérature québécoise contemporaine. » Il est notamment l'auteur de plusieurs études critiques dont Naissance d'une littérature : essai sur le messianisme et les débuts de la littérature canadienne-française, 1850-1890 (1989), Le roman québécois (1991), Une étude sur les poésies d'Émile Nelligan (1997), parus chez les éditions du Boréal et D'un royaume à l'autre : essai sur Pierre Vadeboncoeur (2012) et Après Rimbaud : essai sur la postérité (2017) aux éditions Leméac. Il a également signé de nombreux articles dans les revues Liberté et L'inconvénient.
Son essai sur Pierre Vadeboncoeur s'est mérité le Prix de la critique littéraire Jean Éthier-Blais décerné par la Fondation Lionel-Groulx pour le meilleur livre de critique littéraire paru au Québec pour l'année précédente. Dans son allocution en tant que président du Jury, Pierre Nepveu écrit : « Réjean Beaudouin n’a en effet cessé de dépasser le genre du simple compte-rendu pour en faire un lieu de pensée, allant largement au-delà d’une réception de surface nourrie d’humeurs et de formules toutes faites. Son périple de lecteur a une longue histoire, il est passé par une étude sur le messianisme québécois qui demeure une référence aujourd’hui, il a visité le roman québécois dans tous ses états, mais il a connu aussi des détours significatifs par Émile Nelligan et la lecture d’autres poètes. Comment ne pas souligner que cette proximité critique s’est maintenue à même une importante distance géographique, par-dessus ces milliers de kilomètres qui séparent le Québec de la côte du Pacifique où Réjean Beaudoin a fait carrière comme professeur. »
Il s'est aussi consacré à la conception de livres d'artistes avec Lucie Lambert. D'ailleurs, il publiera à titre de directeur d'édition une étude intitulée L'essence scripturale du trait gravé : les livres d'artistes de Lucie Lambert (2010) aux éditions du Noroît. Dans ce livre, plusieurs écrivains qui ont participé à l'élaboration de livres d'artistes avec Lucie Lambert décrivent leur expérience et présentent chacun à leur manière une synthèse de son œuvre.

## Œuvres

### Essais
- Un Homme libre : Pierre Vadeboncoeur, Montréal, Éditions Lémeac, 1974, 136 p.
- Naissance d'une littérature : essai sur le messianisme et les débuts de la littérature canadienne-française, 1850-1890, Montréal, Éditions Boréal, 1989, 209 p.  (ISBN 9782890523005)
- Le roman québécois, Montréal, Éditions Boréal, 1991, 125 p.  (ISBN 9782890524125)
- Une étude sur les poésies d'Émile Nelligan, Montréal, Éditions Boréal, 1997, 109 p.  (ISBN 9782890528376)
- L'essence scripturale du trait gravé : les livres d'artistes de Lucie Lambert, Montréal, Éditions du Noroît, 2010, 79 p.  (ISBN 9782890186736)
- D'un royaume à l'autre : essai sur Pierre Vadeboncoeur, Montréal, Leméac, 2012, 229 p.  (ISBN 9782760951433)
- Après Rimbaud : essai sur la postérité, Montréal, Leméac, 2017, 188 p.  (ISBN 9782760994669)

### Livres d'artistes
- La mante (avec Lucie Lambert), Saint-Sévère, Éditions Lucie Lambert, 1979, n.p.
- Aléa(avec Lucie Lambert), Saint-Sévère, Éditions Lucie Lambert, 1982, n.p.
- Illuminations (avec Lucie Lambert et Edward D. Blodgett, Vancouver, Éditions Lucie Lambert, 2013, 185 p.

### Ouvrage collectif
- Bibliographie de la critique de la littérature québécoise au Canada anglais (1939-1989), Montréal, Éditions Nota Bene, 2004, 251 p.  (ISBN 9782895181712)

## Prix et honneurs
- 2013 : Prix de la critique littéraire Jean Éthier-Blais décerné par la Fondation Lionel-Groulx (pour D'un royaume à l'autre : essai sur Pierre Vadeboncoeur)[1]